# Nationals Park
Nationals Park es un estadio de béisbol localizado en Washington D. C., Estados Unidos y es casa de los Washington Nationals, equipo de las Grandes Ligas de Béisbol. Está localizado junto al Río Anacostia en el vecindario de Navy Yard/Near Southeast y reemplazó al RFK Stadium como la casa de los Nationals. Es el primer estadio en los Estados Unidos en contar con la certificación LEED, otorgada a las construcciones "amigables" con el medio ambiente.
El primer partido oficial fue efectuado entre los Nationals y los Atlanta Braves el 30 de marzo de 2008, día en que se inauguró la temporada 2008 de las Grandes Ligas en Norteamérica, pues ya se habían jugado dos partidos en Japón. Previamente ya se habían efectuado un juego de béisbol universitario y un juego de exhibición.
Fue diseñado por HOK Sport junto con Devrouax & Purnell Architects and Planners, cuenta con 41,888 asientos y tuvo un costo de $611 millones. El Monumento a Washington y el Capitolio de los Estados Unidos se pueden ver desde algunas zonas del estadio.
Nationals Park es el escenario del Juego de Estrellas del béisbol 2018 y la Serie Mundial 2019 (juegos 3, 4 y 5). 